# Дарниця (електродепо)
50°26′52″ пн. ш. 30°36′33″ сх. д. / 50.44778° пн. ш. 30.60917° сх. д.
Електродепо «Да́рниця» (ТЧ-1) — найстаріше електродепо Київського метрополітену. Обслуговує Святошинсько-Броварську лінію.
Має гейт зі станцією Микільська Слобідка, для транспортування нових вагонів метрополітену з мережі Укрзалізниці

## Історія
У перші роки існування метро потяги відстоювалися прямо в тунелях. Вагони обслуговувалися в тимчасовому депо «Дніпро», розташованому на Набережному шосе поблизу станції «Дніпро». Вагони з лінії в депо переміщені за допомогою спеціального підйомника, що знаходився під естакадою станції «Дніпро». Депо «Дарниця» було відкрито одночасно з продовженням лінії на лівий берег Дніпра. Обслуговувало Куренівсько-Червоноармійську (сучасну Оболонсько-Теремківську) лінію в період з 1976 по 1988 рік, поки не було відкрито електродепо «Оболонь».

### Лінії, які обслуговуються
| # | Лінія                         | Роки           |
| - | ----------------------------- | -------------- |
| 1 | Святошинсько-Броварська лінія | З 1965 року    |
| 2 | Оболонсько-Теремківська лінія | 1976—1988 роки |

### Рухомий склад
- Д — 1965–1969 роки
- Е — 1965—2015 роки
- Еж, Еж1 — з 1970 року
- Ема-501, Ема-502 — з 1979 року
- 81-717/714 — 1980—1988 роки
- 81-717.5М/714.5М — з 2006 року
- 81-540.2К/81-541.2К — з 2011 року

Модернізовані вагони:
- Е-КМ-Гб / модель 81-7080
- Е-КМ-Пм / 81-7081
- Е-КМ-Пм-01 / 81-7081-01

Серед спеціального рухомого складу є:
- Контактно-аккумуляторний електровоз на базі вагона типу Д
- Вагон-вимірювач колії на базі вагона типу Д
- Вантажний вагон на базі вагона типу Е

В депо також знаходиться вагон-музей (тип Д), який був у складі пробного поїзда 22 жовтня 1960 року.

## Галерея

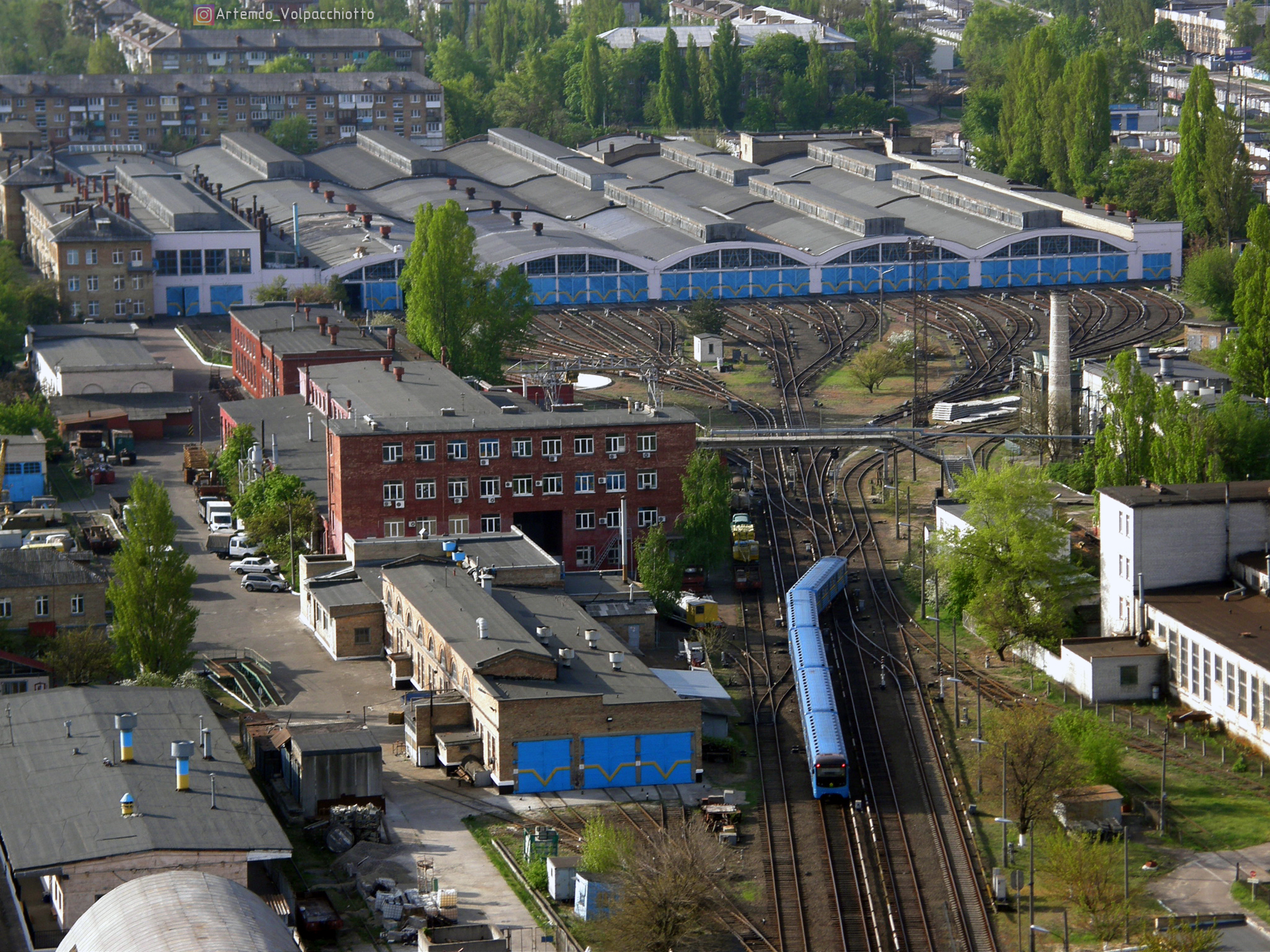
Загальний вид електродепо
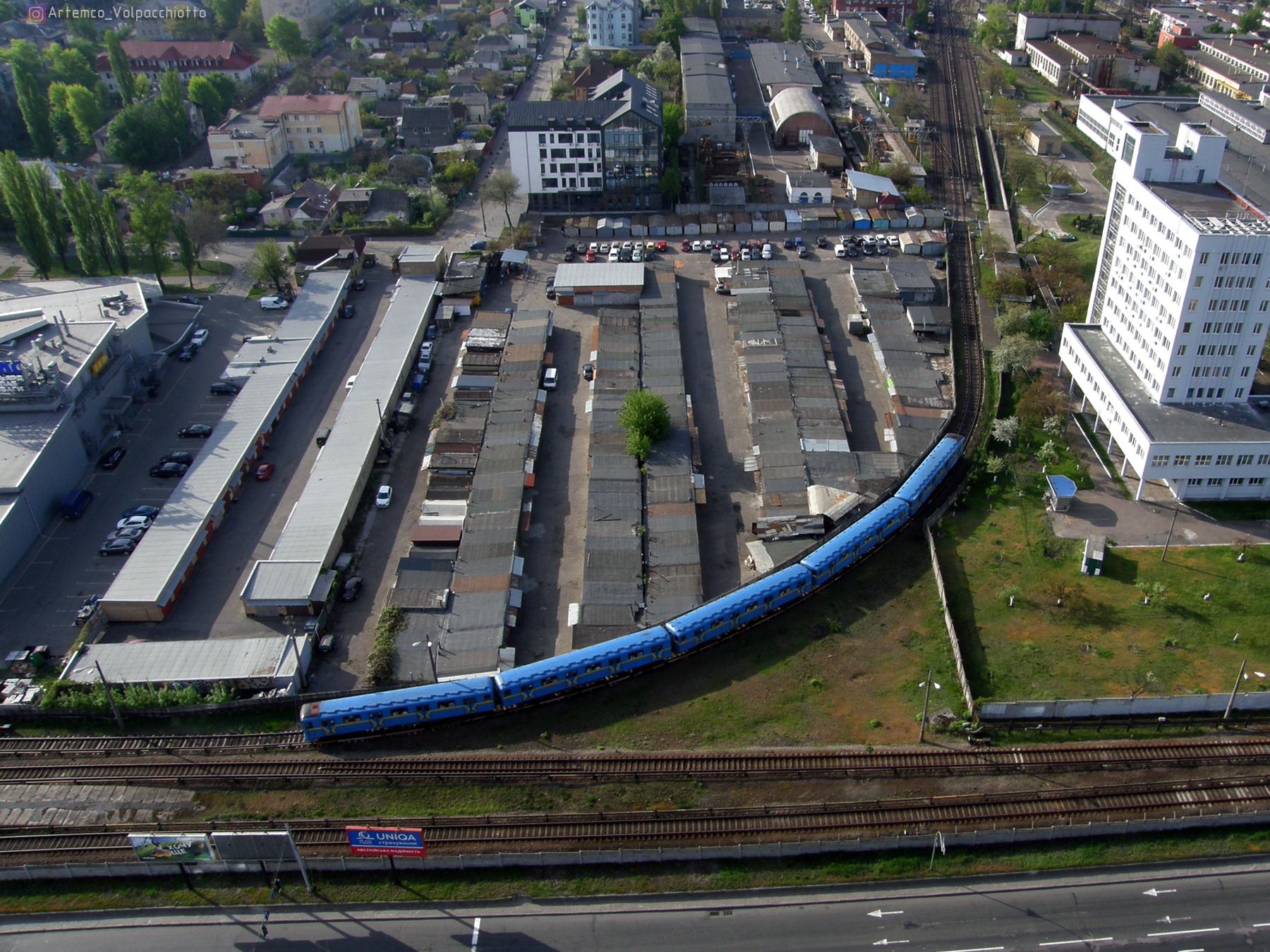
Службово-з'єднувальна гілка від станції «Дарниця»
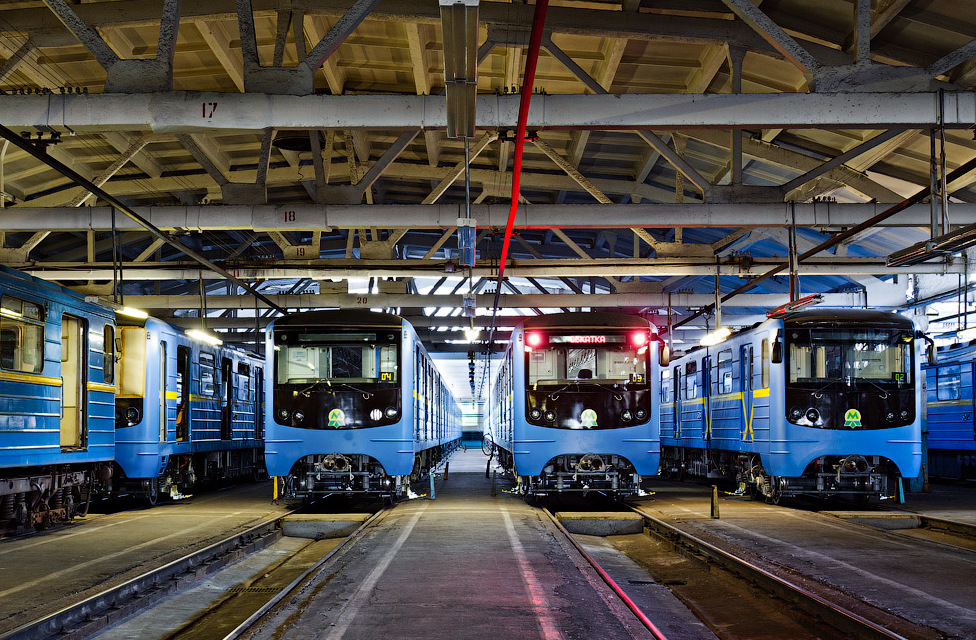
Інтер'єр депо
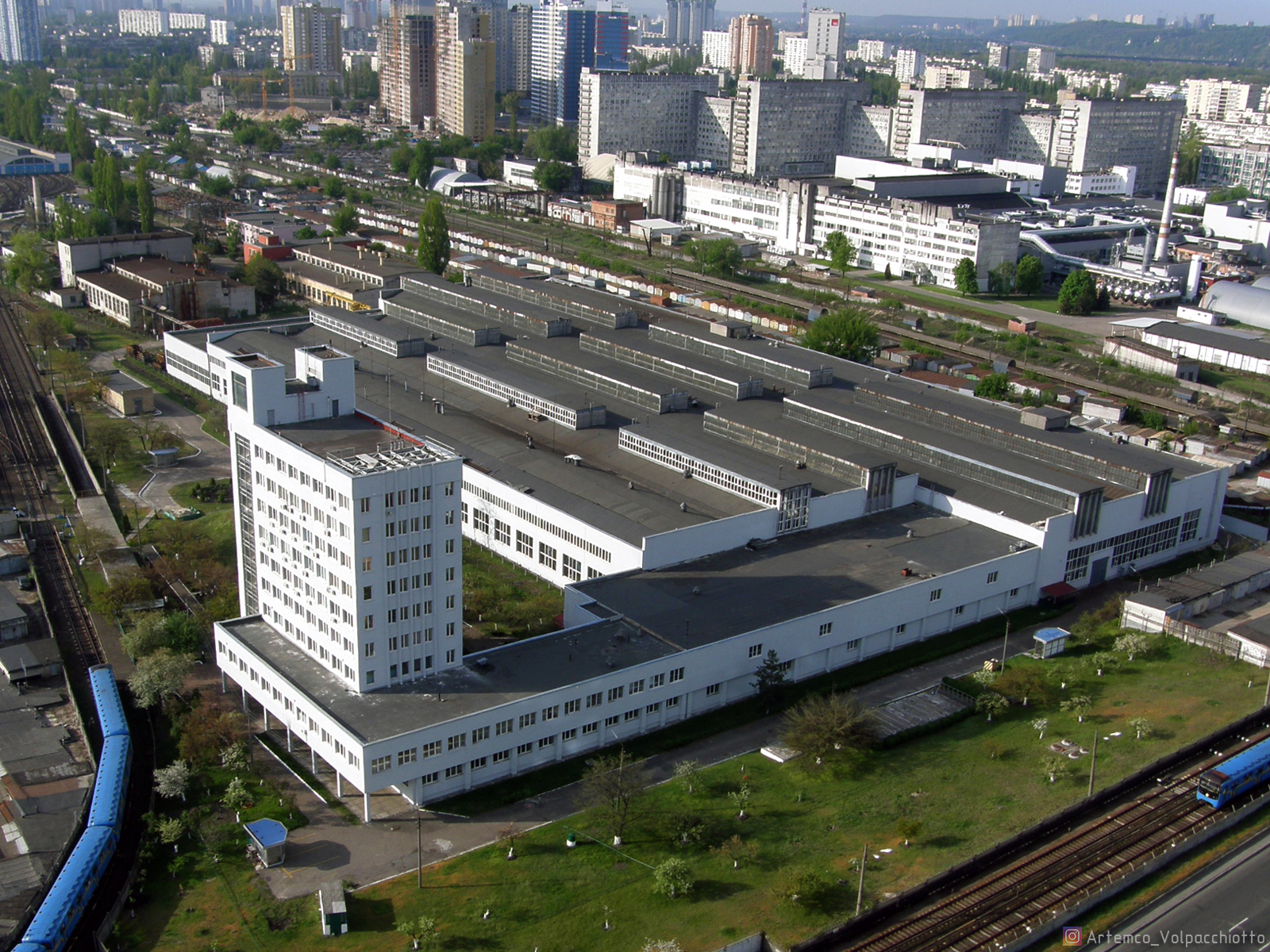
Вагоноремонтний завод
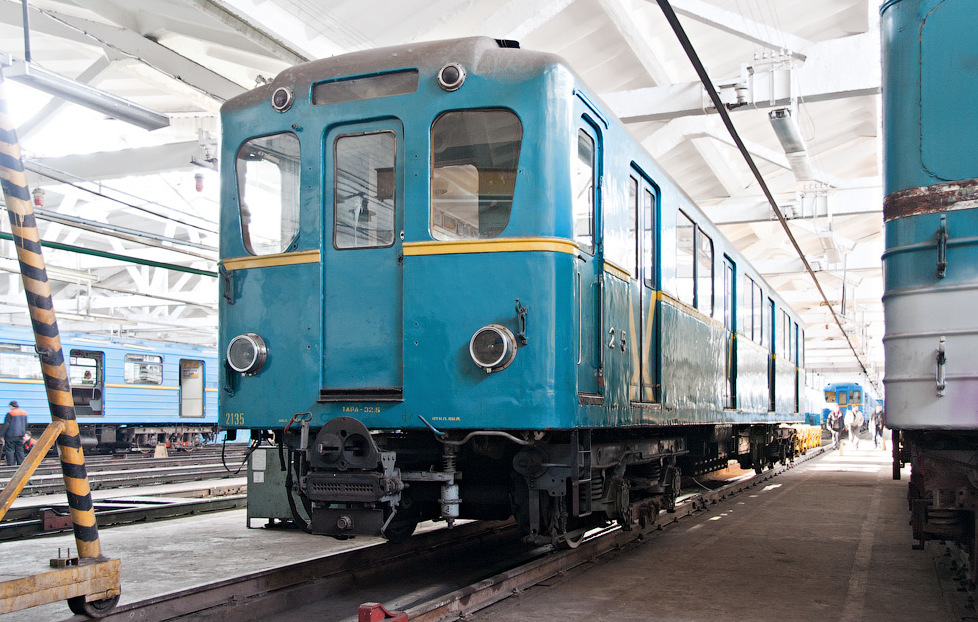
Вагон-музей